# Альваро Арбелоа
А́льваро Арбело́а Ко́ка (ісп. Álvaro Arbeloa Coca; нар. 17 січня 1983, Саламанка, Іспанія) — колишній іспанський футболіст, захисник. Найбільш відомий виступами за мадридський «Реал» та збірну Іспанії.

## Клубна кар'єра
Починав займатися футболом у школі клубу «Сарагоса». 2000 року переїхав до Мадрида, де продовжив навчання у школі місцевого «Реала».
З сезону 2003—04 почав залучатися до ігор команди дублерів королівського клубу, що змагалася у нижчих лігах іспанської першості. В сезоні 2004—05 також провів дві гри у складі головної команди клубу у Прімері.
Невисоко оцінюючи власні шанси закріпитися в основному складі «Реала» перед початком сезону 2006—07 уклав контракт з іншим іспанським клубом — «Депортіво» з Ла-Коруньї.
Однак вже за півроку послугами футболіста зацікавився англійський «Ліверпуль» і 31 січня 2007 року гравець офіційно перейшов до британського клубу. До завершення сезону використовувався здебільшого як запасний гравець, проте вже з початком сезону 2007—08 почав на постійній основі з'являтися у стартовому складі.
Після двох повних сезонів, проведених в основі «Ліверпуля» гравець опинився у клубі, і якому починав футбольну кар'єру — 29 липня 2009 року «Ліверпуль» і мадридський «Реал» оголосили про досягнення домовленості щодо переходу Арбелоа до іспанського гранда. Після появи в «Реалі» гравець став основним претендентом на місце на лівому фланзі захисту, зокрема взявши участь у 30 з 38 матчів свого клубу в чемпіонаті 2009—10.

## Виступи у збірних
Протягом 2001—2005 років виступав у складі юнацьких та молодіжної збірних Іспанії.
На початку 2008 року отримав виклик до національної збірної країни, дебютував у її складі 26 березня того ж року у грі з італійцями. Входив до складу збірної для участі у фінальній частині чемпіонату Європи 2008. Під час цього турніру, за результатами якого іспанці стали континентальними чемпіонами, взяв участь в одному матчі.
Був включений до складу збірної Іспанії для участі в чемпіонаті світу 2010 року як резервний центральний захисник. Дебютував на турнірі 21 червня, у другій грі іспанців, змінивши Серхіо Рамоса наприкінці матчу проти збірної Гондурасу. Ця гра стала єдиним матчем гравця на турнірі, за результатами якого іспанці уперше в історії стали чемпіонами світу.

## Статистика клубних виступів
Станом на 21 травня 2011 року.
| Клуб                     | Сезон             | Чемпіонат | Чемпіонат | Кубок | Кубок | Єврокубки | Єврокубки | Усього | Усього |
| Клуб                     | Сезон             | Ігри      | Голи      | Ігри  | Голи  | Ігри      | Голи      | Ігри   | Голи   |
| ------------------------ | ----------------- | --------- | --------- | ----- | ----- | --------- | --------- | ------ | ------ |
| «Реал-B» (Мадрид)        | 2003-04           | 22        | 0         | 0     | 0     | 0         | 0         | 22     | 0      |
| «Реал-B» (Мадрид)        | 2004-05           | 28        | 0         | 0     | 0     | 0         | 0         | 28     | 0      |
| Усього                   | Усього            | 50        | 0         | 0     | 0     | 0         | 0         | 50     | 0      |
| «Реал» (Мадрид)          | 2004-05           | 2         | 0         | 0     | 0     | 0         | 0         | 2      | 0      |
| Усього                   | Усього            | 2         | 0         | 0     | 0     | 0         | 0         | 2      | 0      |
| «Реал-B» (Мадрид)        | 2005-06           | 34        | 0         | 0     | 0     | 0         | 0         | 34     | 0      |
| Усього                   | Усього            | 34        | 0         | 0     | 0     | 0         | 0         | 34     | 0      |
| «Депортіво» (Ла-Корунья) | 2006-07           | 20        | 0         | 0     | 0     | 0         | 0         | 20     | 0      |
| Усього                   | Усього            | 20        | 0         | 0     | 0     | 0         | 0         | 20     | 0      |
| «Ліверпуль»              | 2006-07           | 9         | 1         | 0     | 0     | 5         | 0         | 14     | 1      |
| «Ліверпуль»              | 2007-08           | 28        | 0         | 4     | 0     | 9         | 0         | 41     | 0      |
| «Ліверпуль»              | 2008-09           | 29        | 1         | 2     | 0     | 12        | 0         | 43     | 1      |
| Усього                   | Усього            | 66        | 2         | 6     | 0     | 26        | 0         | 98     | 2      |
| «Реал» (Мадрид)          | 2009-10           | 30        | 2         | 2     | 0     | 6         | 0         | 38     | 2      |
| «Реал» (Мадрид)          | 2010-11           | 26        | 0         | 8     | 0     | 9         | 1         | 43     | 1      |
| Усього                   | Усього            | 56        | 2         | 10    | 0     | 15        | 1         | 81     | 3      |
| УСЬОГО ЗА КАР'ЄРУ        | УСЬОГО ЗА КАР'ЄРУ | 258       | 4         | 18    | 0     | 47        | 1         | 323    | 11     |

## Досягнення
«Ліверпуль»
- Срібний призер чемпіонату Англії: 2009
- Фіналіст Ліги чемпіонів УЄФА: 2007

«Реал Мадрид»
- Чемпіон Іспанії: 2011-12
- Володар кубка Іспанії: 2010-11, 2013-14.
- Володар Суперкубка Іспанії: 2012.
- Переможець Ліги Чемпіонів УЄФА : 2013-14, 2015-16.
- Володар Суперкубка УЄФА: 2014.
- Переможець клубного чемпіонат світу з футболу: 2014

Збірна Іспанії
- Чемпіон світу: 2010
- Чемпіон Європи: 2008, 2012